# 화산숲쥐
화산숲쥐(Hylomyscus vulcanorum)는 쥐과에 속하는 설치류의 일종이다. 우간다 남서부와 르완다, 부룬디, 콩고민주공화국 동부에서 발견된다. 해발 1670~3100m에서 서식한다.